# Euxoa arsinaria
Euxoa arsinaria är en fjärilsart som beskrevs av Aurivillius 1910. Euxoa arsinaria ingår i släktet Euxoa och familjen nattflyn. Inga underarter finns listade i Catalogue of Life.